# Clase Almirante Kuznetsov
La clase Almirante Kuznetsov (también conocida como Proyecto 1143.5, Clase Brezhnev , o Clase Kreml) es una clase de portaaviones STOBAR que tiene solo una unidad funcional, el Almirante Kuznetsov. El otro buque de su clase, el Varyag, no fue terminado y fue vendido a China para ser destinado a casino flotante, aunque al finalmente concluyeron su construcción. Actualmente se encuentra en servicio como Liaoning (16).

### Electrónica

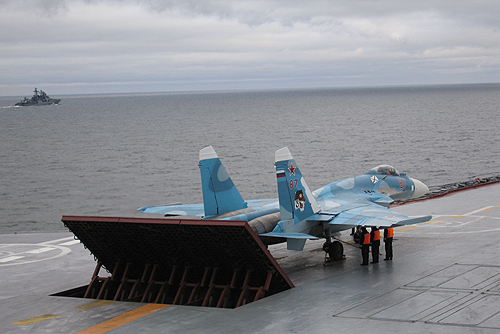
Un Su-33 a bordo del Admiral Kuznetsov.

## Lista de barcos
Proyecto 1143.5
- Admiral Flota Sovetskogo Soyuza Kuznetsov (063)

Proyecto 1143.6
- Varyag comprado incompleto por China para ser desguazado, completado y en servicio con China como Liaoning